# 死の標的
『死の標的』（しのひょうてき、Marked For Death）は、1990年に公開されたスティーヴン・セガールの主演のアクション映画。

## あらすじ
アメリカ連邦麻薬取締局（DEA）の腕きき捜査官ジョン・ハッチャー（スティーヴン・セガール）は、メキシコにおける秘密任務の際、同僚のチコを殺された事、
またチコを殺した相手とはいえ、女を射殺してしまった事で捜査官の仕事に嫌気がさし辞職、故郷のシカゴに帰ってきた。
母と妹、妹の娘と共に家庭の暖かな味に久しぶりに浸るハッチャー。しかしシカゴも、麻薬の問題は深刻で多くの人々をむしばんできていた。ジャマイカを本拠地としたポッセという組織が黒魔術の一種アバ・クアの力を借りて悪業の数々を行っていることを知ったハッチャーは、ジャマイカ文化人類学者レスリー（ジョアンナ・パクラ）の協力を得て情報を手に入れる。それは目が4つ、顔が2つという謎の言葉であった。
やがて組織の黒幕がスクリューフェイス（ベイジル・ウォレス）であることを知ったハッチャーは、一味と激しい銃撃戦を展開したために、スクリューフェイスに命を狙われる羽目となり、妹の娘が巻き添えとなって重傷を負ってしまう。やがてハッチャーは、5年間スクリューフェイスを追い続けているジャマイカの警官チャールズ（トム・ライト）や、親友のマックス（キース・デイヴィッド）と共にジャマイカヘ渡り、スクリューフェイスの邸宅を襲撃し、スクリューフェイスの殺害に成功する。勝敗は決せられたかに見えた。
しかし、そこには大きな罠が仕掛けられていた。スクリューフェイスは実は双子の兄弟であり、謎の言葉はこのことを意味していたのだ。ポッセのシカゴ拠点に乗り込んだハッチャー達は組織の構成員達に国外退去を促すが、そこへスクリューフェイス兄弟の残る一人が現れてチャールズを刺殺し、マックスは重傷を負う。ハッチャーはスクリューフェイスに最後の戦いを挑み、激しい格闘の末、ついに彼を倒し、組織を壊滅させるのだった。

## 登場人物
ジョン・ハッチャー
アメリカ連邦麻薬取締局の元捜査官。任務中に起きた不幸と悲しみから捜査官を辞めた。
スクリューフェイス
組織の黒幕。
レスリー
ジャマイカ文化人類学者。
マックス
ジョンの親友。
チャールズ
ジャマイカの警官。

## キャスト
| 役名                                 | 俳優                                         | 日本語吹替               | 日本語吹替                          | 日本語吹替                        |
| 役名                                 | 俳優                                         | ソフト版                 | フジテレビ版                        | テレビ朝日版                      |
| ------------------------------------ | -------------------------------------------- | ------------------------ | ----------------------------------- | --------------------------------- |
| ジョン・ハッチャー                   | スティーヴン・セガール                       | 津嘉山正種               | 玄田哲章                            | 大塚明夫                          |
| スクリューフェイス                   | ベイジル・ウォレス                           | 青野武                   | 青野武                              | 樋浦勉                            |
| マックス                             | キース・デイヴィッド                         | 麦人                     | 若本規夫                            | 銀河万丈                          |
| チャールズ                           | トム・ライト                                 | 島田敏                   | 安西正弘                            | 谷口節                            |
| レスリー                             | ジョアンナ・パクラ                           | 佐々木優子               | 一城みゆ希                          | 田中敦子                          |
| ロッゼリ捜査官                       | ケヴィン・ダン                               | 千田光男                 | 島香裕                              | 石波義人                          |
| メリッサ                             | エリザベス・グレイセン                       | 幸田直子                 | 金野恵子                            | 日野由利加                        |
| ネスタ                               | ヴィクター・ロメロ・エヴァンズ               | 小室正幸                 | 伊藤栄次                            | 千葉繁                            |
| モンキー                             | マイケル・ラルフ                             | 山野史人                 | 辻親八                              | 立木文彦                          |
| チコ                                 | リチャード・デルモント                       | 山野史人                 | 荒川太朗                            | 安井邦彦                          |
| 医者                                 | アール・ボーエン                             | 山野史人                 | 幹本雄之                            | 北村弘一                          |
| ジミー・フィンガーズ                 | トニー・ジベネデット                         | 円谷文彦                 | 徳丸完                              | 小島敏彦                          |
| ティト・バルコ                       | アル・イスラエル                             | 円谷文彦                 | 宮田光                              | 岩田安生                          |
| トレイシー                           | ダニエル・ハリス                             | 後藤久美                 | 木藤聡子                            | 佐久間レイ                        |
| ピート・ストーン（ハッチャーの上司） | ピーター・ジェイソン                         | 吉水慶                   | 青森伸                              | 藤本譲                            |
| 武器商人                             | ロバート・アシヴァ・ガンタ・ストリックランド | 吉水慶                   | 青森伸                              | 藤本譲                            |
| デュヴァル                           | アーレン・ディーン・スナイダー               | 吉水慶                   | 島香裕                              | 北村弘一                          |
| ポッセのリーダー                     | ノエル・L・ウォルコット3世                   | 小室正幸                 | 小野健一                            | 田中正彦                          |
| メキシコの賞金稼ぎ                   | ウェイン・モンタニオ                         | 小室正幸                 | 小野健一                            | 田中正彦                          |
| リトル・リチャード                   | ゲイリー・カルロス・セルヴァンテス           | 小島敏彦                 | 伊井篤史                            | 谷口節                            |
| オドワイヤー保安官                   | スタンリー・ホワイト                         | 小島敏彦                 | 伊井篤史                            | 水野龍司                          |
| ケイト・ハッチャー（ジョンの母親）   | ベット・フォード                             | 磯辺万沙子               | 竹口安芸子                          | 翠準子                            |
| 呪術師マルタ                         | リタ・ヴェレオス                             | 磯辺万沙子               | 小林優子                            | 渡辺美佐                          |
| スクリュー・フェイスお気に入りの女   | サンドラ・キャニング                         | 幸田直子                 | 小林優子                            | 湯屋敦子                          |
| ニック                               | ニック・コレロ                               | 成田剣                   | 星野充昭                            | 坪井智浩                          |
| ヘクター                             | ダニー・トレホ                               |                          |                                     |                                   |
| 役不明又はその他                     |                                              | 竹田愛里 辻つとむ 辻親八 | 中田和宏 古田信幸 古澤徹 火野カチコ | 大川透 沢海陽子 小野英昭 野本絵理 |

- フジテレビ版：1994年11月5日『ゴールデン洋画劇場』
- テレビ朝日版：1995年12月10日『日曜洋画劇場』

## スタッフ
- 監督：ドワイト・H・リトル
- 脚本：マイケル・グレイス、マーク・ヴィクター
- 製作：マイケル・グレイス、マーク・ヴィクター、スティーヴン・セガール
- 音楽：ジェームズ・ニュートン・ハワード
- 撮影：リック・ウェイト
- 編集：O・ニコラス・ブラウン

### 日本語版
- 日本語字幕：岡枝慎二

|        | ソフト版 | フジテレビ版         | テレビ朝日版 |
| 翻訳   | 高橋京子 | 宇津木道子           | 平田勝茂     |
| 演出   | 松川陸   | 春日正伸             | 佐藤敏夫     |
| 調整   | 遠西勝三 | 栗林秀年             | 荒井孝       |
| 効果   |          | 山本洋平             | リレーション |
| 演出補 |          | 春日一伸             |              |
| 担当   |          | 山形淳二             |              |
| 制作   | クリプリ | ムービーテレビジョン | 東北新社     |
| 解説   |          | 高島忠夫             | 淀川長治     |